# Californiphilus japonicus
Californiphilus japonicus är en mångfotingart som först beskrevs av Masatoshi Takakuwa 1935.  Californiphilus japonicus ingår i släktet Californiphilus och familjen trädgårdsjordkrypare. Inga underarter finns listade i Catalogue of Life.